# Luis Conrotte Alonso
Luis Conrotte Alonso (siglo XIX - siglo XX) fue un compositor español.
Compuso numerosas zarzuelas, mayoritariamente obras en un acto estrenadas en el sistema de producción del género chico. Algunas obras de su catálogo fueron escritas en colaboración con otros autores musicales. En su producción figuran títulos como:
- Petit rouge (1873)
- Nacarina o La reina de las aguas (1884) (en colaboración con José Sigler)
- ¡Dichoso chico! (1890)
- El chaleco negro, en prosa dividio en tres cuadros (1890)[1]
- La más negra (1890)[2]
- Por subirse á la parra o, El corneta Macias; juguete cómico-lírico en un acto y en prosa (1892)[3]
- A los madriles (1893), en colaboración con Rafael Calleja Gómez; Revista de actualidad en 1 acto estrenada en el Teatro Romea.
- Mano blanca no hiere (1898) (en colaboración con Carlos Mangiagalli)
- Sol de África, opereta dividió en dos cuadros (1907)[4]
- Inocente y culpable (1909)
- El deber ante el amor, estrenada en el Teatro Barbieri el 15 de octubre de 1909[5]
- Del Olimpo a la corte (1910)